# Pascal Kané
Pascal Kané (21 de gener de 1946 - 31 d'agost de 2020) va ser un director de cinema i guionista francès. Va estudiar a París abans d'incorporar-se a la redacció de Cahiers du Cinéma de 1969 a 1979. Va deixar Cahiers du Cinéma per dedicar-se a la direcció. A més de nombrosos documentals, ha dirigit llargmetratges com Dora et la lanterne magique, Liberty belle i Un jeu d’enfant. Va donar classes de cinema a la Universitat de la Sorbonne Nova.

## Filmografia

### Director
- 1973 : La Mort de Janis Joplin (curtmetratge)
- 1975 : À propos de Pierre Rivière (curtmetratge)
- 1978 : Dora et la Lanterne magique
- 1980 : La Machine panoptique (curtmetratge)
- 1981 : Chirico par Cocteau (curtmetratge)
- 1982 : La Couleur de l'abîme (migmetratge)
- 1983 : Liberty belle
- 1984 : Nouvelle Suite vénitienne (migmetratge)
- 1987 : L'Effet France aux USA (migmetratge)
- 1987 : Le Fantôme du Théâtre (curtmetratge)
- 1988 : La Perle et les Cochons (curtmetratge)
- 1989 : Guimard (migmetratge)
- 1989 : Arche de la défense (curtmetratge)
- 1989 : Le Cinéphile et le Village (migmetratge)
- 1990 : Un jeu d'enfant
- 1991 : Collections privées/Art public (migmetratge)
- 1991 : De l'autre côté du racisme
- 1996 : L'Éducatrice
- 1998 : Le Monde d'Angelo
- 2001 : La Théorie du fantôme (migmetratge)
- 2003 : Rêves en France
- 2006 : Héroïnes de la Bible dans la peinture (migmetratge)
- 2010 : Je ne vous oublierai jamais
- 2016 : Jean Dupuy, une biographie à 2 têtes (curtmetratge)
- 2017 : Le bonheur est pour demain ! (migmetratge)

### Guionista
- 1978 : Dora et la lanterne magique
- 1983 : Liberty belle
- 1990 : Un jeu d'enfant
- 1996 : L'Éducatrice
- 1997 : Pondichéry, dernier comptoir des Indes de Bernard Favre
- 2010 : Je ne vous oublierai jamais

### Actor
- 1975 : India Song de Marguerite Duras : veu de la recepció
- 1978 : La Vocation suspendue de Raoul Ruiz : la membre de la Dévotion
- 1988 : Dernier Cri de Bernard Dubois : conseller militar estatunidenc